# Nasty Reputation
Nasty Reputation – drugi album studyjny niemieckiego heavymetalowego gitarzysty Axela Rudiego Pella. Wydawnictwo zostało wydane 1 maja 1991 roku nakładem wytwórni Steamhammer/SPV. Nagrania zostały zarejestrowane i zmiksowane między lutym a kwietniem 1991 roku w RA.SH Studio w Gelsenkirchen we współpracy z Ulrichem Pösseltem. Mastering odbył się w Sonopress. Jest to jedyne studyjne wydawnictwo Pella z udziałem wokalisty Roba Rocka i pierwsze z udziałem klawiszowca Kaia Raglewskiego.

## Lista utworów
Opracowano na podstawie materiału źródłowego.
1. "I Will Survive" – 5:04
2. "Nasty Reputation" – 4:10
3. "Fighting the Law" – 3:22
4. "Wanted Man" – 3:50
5. "When a Blind Man Cries (cover Deep Purple)" – 4:38
6. "Land of the Giants" – 10:29
7. "Firewall" – 3:52
8. "Unchain the Thunder" – 3:32
9. "Open Doors" (utwór instrumentalny) – 7:56

Teksty i muzyka: Axel Rudi Pell i Rob Rock, z wyjątkiem "Open Doors" autorstwa Pella i "When a Blind Man Cries (cover Deep Purple)".

## Twórcy
Opracowano na podstawie materiału źródłowego.
| - Volker Krawczak – gitara basowa - Axel Rudi Pell – gitara, produkcja - Jörg Michael – perkusja - Rob Rock – śpiew - Kai Raglewski – instrumenty klawiszowe | - Michael Voss – wokal wspierający - Michael Böhler – wokal wspierający - Ulli Pösselt – produkcja, inżynieria dźwięku, miksowanie - Bodo Schönberg – dodatkowa inżynieria dźwięku, dodatkowe miksowanie - Michael Albers – okładka - Michael Bussmann – zdjęcia |